# Priesnitzmonument
Het Priesnitzmonument of Torentje van Jut is een monument in de gemeente Rheden. Het monument is gelegen aan de Priesnitzlaan te Laag-Soeren.

## Geschiedenis
Jut van Breukelerwaard was een inwoner van Laag-Soeren, die halverwege de 19e eeuw leed aan reuma. Zijn genezing zocht hij in een Duits kuuroord. Toen de koudwaterbehandeling bleek te werken, wilde hij ook Laag-Soeren een watergeneeskrachtig centrum oprichten. Dat centrum kon voor zijn kuren het Veluwse water gebruiken. In 1849 kocht hij het Huis Laag-Soeren met landerijen, waarop hij de geneeskrachtige badinrichting Bethesda liet bouwen. Het water werd betrokken uit de Soerense Sprengen. Ter ere van vier watergeneeskundigen, Priessnitz, Oertel, Flusse en Rausse, van wie men methoden in Laag-Soeren toepaste, richtte Jut Van Breukelerwaard omstreeks 1860 het Priesnitzmonument op, op circa 350 meter afstand van Huis Laag-Soeren.

## Naamsverklaring
Op het monument staan alle vier de namen van watergeneeskundigen. Priessnitz (merk op dat deze naam met dubbel-s wordt geschreven) staat aan de kant van de Priesnitzlaan. Daarom werd het monument het Priesnitzmonument genoemd. Soms wordt het ook wel onterecht het Torentje Van Jut genoemd, naar Jut van Breukelerwaard en om geen van de vier heren voor te trekken.. Het Torentje van Jut stond echter verderop in het bos en bestaat niet meer.

## Vorming
Het monument bestaat uit een stenen vierkant onderstel, met een inham aan elke zijde met daar boven een naam van een geneeskundige. Daarop is een puntdak geplaatst.